# 竈山神社

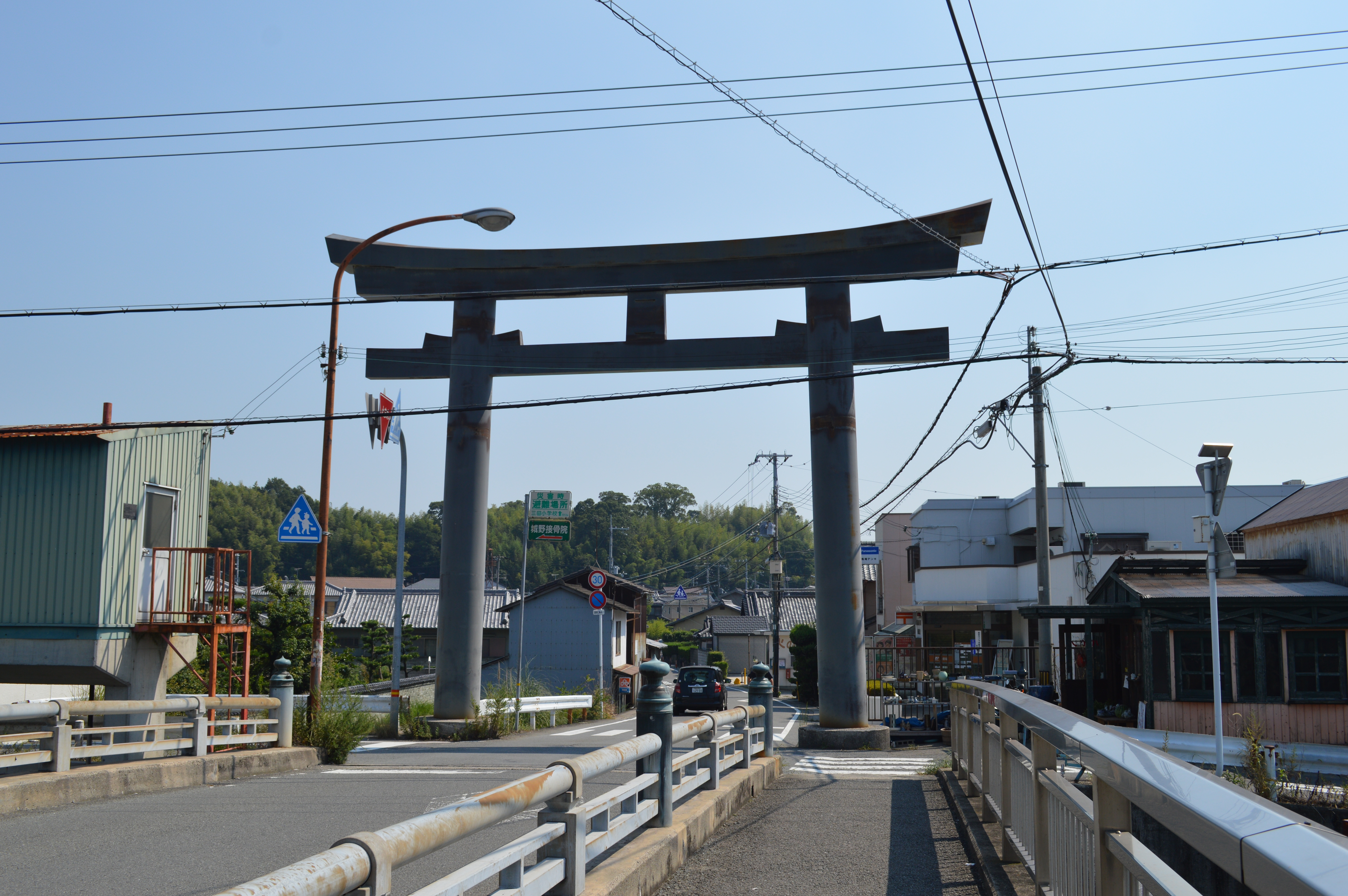
大鳥居

竈山神社（かまやまじんじゃ、釜山神社）は、和歌山県和歌山市にある神社。式内社、旧社格は官幣大社で、現在は神社本庁の別表神社。

## 概要
和歌山市南部、竈山の地に鎮座する。「竈山」とは『古事記』『日本書紀』に見える地名で、両書では神武天皇（初代）長兄の彦五瀬命（五瀬命）が竈山に葬られたという。当社はその彦五瀬命の神霊を祀る神社であり、本殿の背後には彦五瀬命の墓と伝える竈山墓（かまやまのはか、宮内庁治定墓）がある。
明治初期までは小さな社であったが、戦前の国家神道の発展に伴って最高の社格である官幣大社に位置づけられ、さらに社殿等が整備されて現在に至っている。また境外摂社として、式内社（名神大社）である静火神社を所管する。
和歌山市内にある日前神宮・國懸神宮と竈山神社、伊太祁󠄀曽神社に参詣することを「三社参り」と言う。

## 祭神
祭神は次の通り。
主祭神
- 彦五瀬命（ひこいつせのみこと）
「五瀬命」とも。ウガヤフキアエズとタマヨリビメの間に生まれた長男（第1子）で、神武天皇の長兄。

配祀神
- 左脇殿：彦五瀬命の兄弟神
  - 稲飯命（いないのみこと） - 『日本書紀』本文では第2子（一書で第3子）。
  - 御毛入沼命（みけいりぬのみこと） - 『日本書紀』本文では第3子（一書で第2子）。
  - 神日本磐余彦命（かむやまといわれひこのみこと、初代神武天皇） - 末弟（第4子）。

- 右脇殿：神武東征に従軍した随身
  - 高倉下命（たかくらじのみこと） - 熊野の土豪。
  - 可美眞手命（うましまでのみこと） - 物部氏祖。
  - 天日方竒日方命（あめのひがたくしびがたのみこと） - 大神氏祖。
  - 天種子命（あめのたねこのみこと） - 中臣氏祖。
  - 天富命（あめのとみのみこと） - 忌部氏祖。
  - 道臣命（みちのおみのみこと） - 大伴氏祖。
  - 大久米命（おおくめのみこと） - 久米氏祖。
  - 椎根津彦命（しいねつひこのみこと） - 倭氏祖。
  - 頭八咫烏命（やたがらすのみこと） - 賀茂氏祖。

## 歴史

### 創建

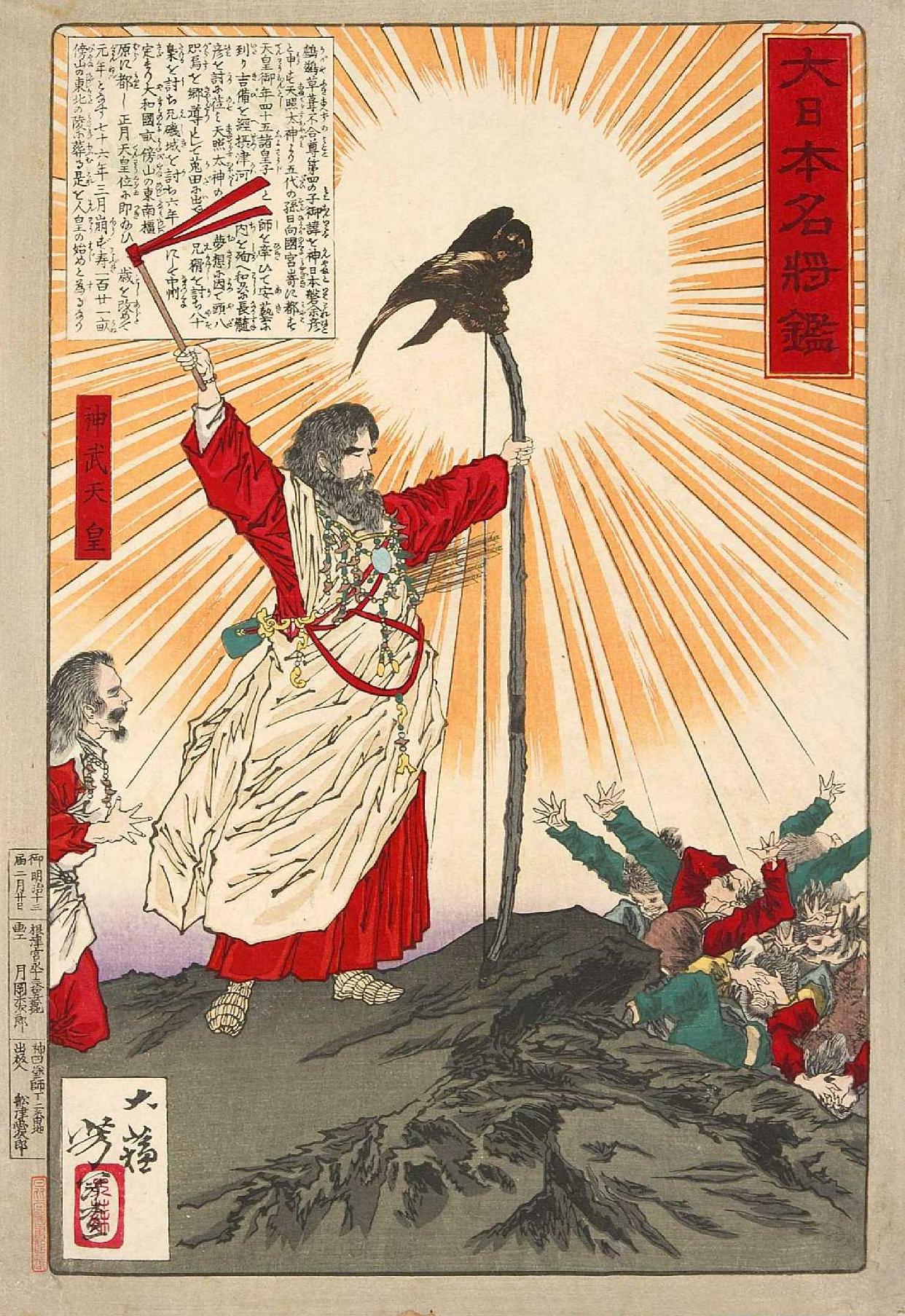
神武天皇初代天皇で、彦五瀬命の末弟にあたる。

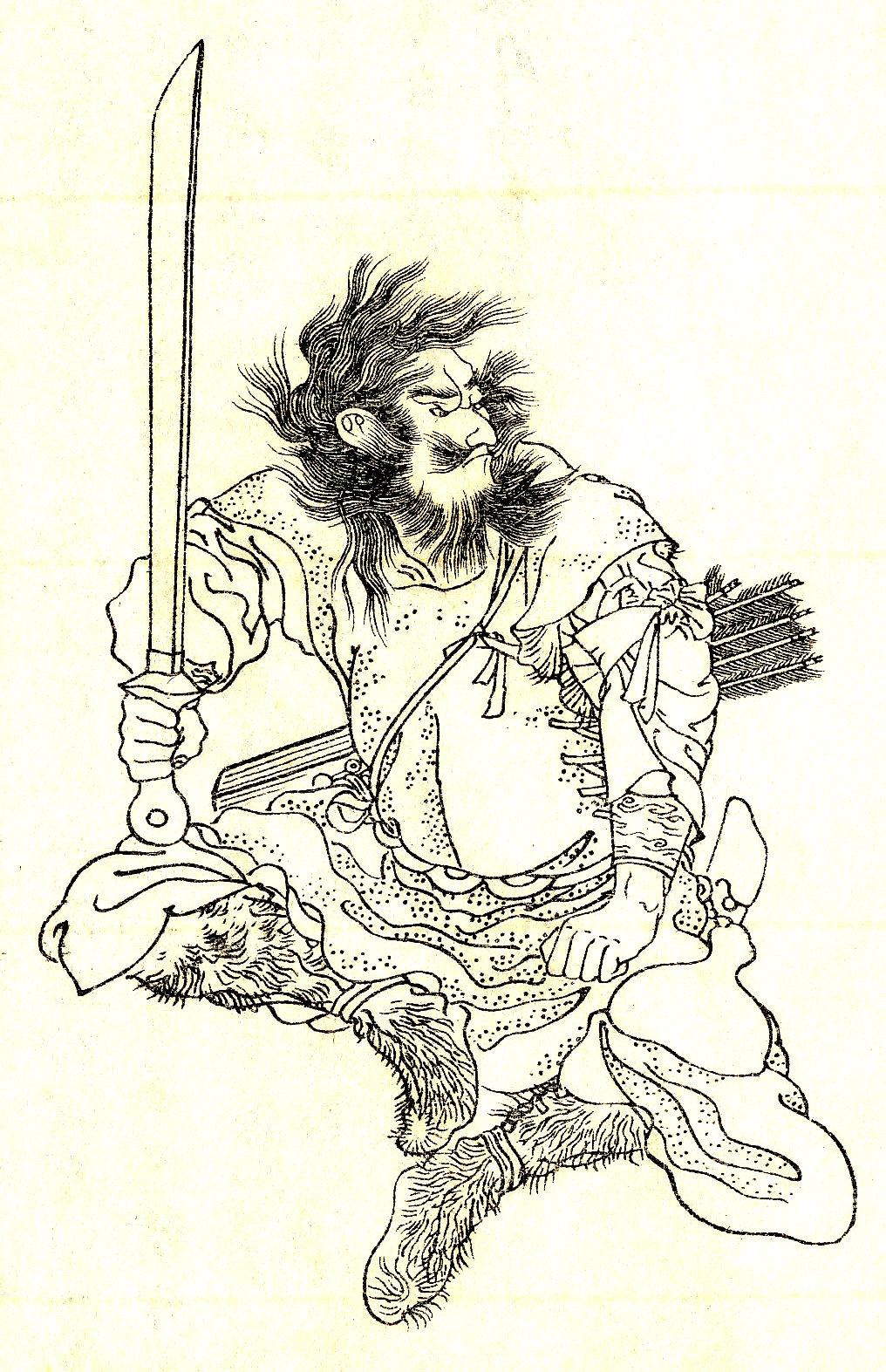
彦五瀬命（五瀬命）『前賢故実』より。

祭神の彦五瀬命は神武天皇（初代）の長兄にあたる。『古事記』『日本書紀』によれば、神武天皇の東征の際に行軍した彦五瀬命は、孔舎衛坂（くさえざか）で長髄彦の軍との戦いで流矢にあたって負傷、その後雄水門（おのみなと、男之水門）で崩御、のち竈山に葬られたという。
この彦五瀬命の墓は、現在は宮内庁によって竈山神社後背にある古墳「竈山墓（かまやまのはか）」に治定されている。天正の兵乱で文書が散逸したため竈山神社・墓の由緒は明らかでないが、『紀伊続風土記』では当地が「竈山墓」にあたるとし、墓の造営後直ちに神霊を奉斎したがために墓と祠が一所にあるとしている。

### 概史
延長5年（927年）成立の『延喜式』神名帳では紀伊国名草郡に「竈山神社」と記載され式内社に列しているほか、『紀伊国神名帳』では「従四位上 竈山神」と記載されている。また『延喜式』諸陵寮では「竈山墓」の記載も見える（後述）。
永徳元年（1381年）の日前宮文書では、鵜飼新五郎の紀国造家からの神主補任の記載があり、以降中世を通じて鵜飼家が神職を世襲していたとされる。
天正13年（1585年）の羽柴秀吉による紀州征伐によって社宝・古文書を焼失、社領の神田8町8段も没収されたという。慶長5年（1600年）に紀伊国に入った浅野幸長によって小祠が再建され、寛文9年（1669年）に初代紀州藩主・徳川頼宣によって社殿が再建された。しかし江戸時代を通じて寺社奉行の支配下に置かれたため、氏子・社領なく衰微したという。
1873年（明治6年）に近代社格制度において村社に列した。その後、1885年（明治18年）4月22日に官幣中社、1915年（大正4年）11月10日に官幣大社に昇格した。村社から官幣大社まで昇格したのは、竈山神社が唯一の例である。1938年（昭和13年）頃、現在の規模の社殿が整えられた。
1948年（昭和23年）に神社本庁の別表神社に加列されている。

### 神階
- 六国史以後
  - 従四位上 （『紀伊国神名帳』） - 表記は「竈山神」。

### 神職
神職は明治まで代々鵜飼家（うがいけ）が世襲した。鵜飼家は、『古事記』において吉野川（紀の川）で魚を取ったと見える人物・贄持之子（苞苴擔之子、阿陀之鵜飼の祖・阿太養鸕部の祖）に始まるという。古くは永徳元年（1381年）の日前宮文書で、鵜飼新五郎の神主補任の記載が見える。鵜飼家文書によれば弘治年間（1555年-1557年）の鵜養半太夫ママまで79代を数えたという。一族は官幣中社列格の際に禰宜を任じたが、数年で郷里を出たため91代で社家としては断絶した。
『延喜式』諸陵寮では竈山墓に守戸3烟があったと記すが、この3烟とは鵜飼・木野・笠野の墓守3家を指すという。

## 境内

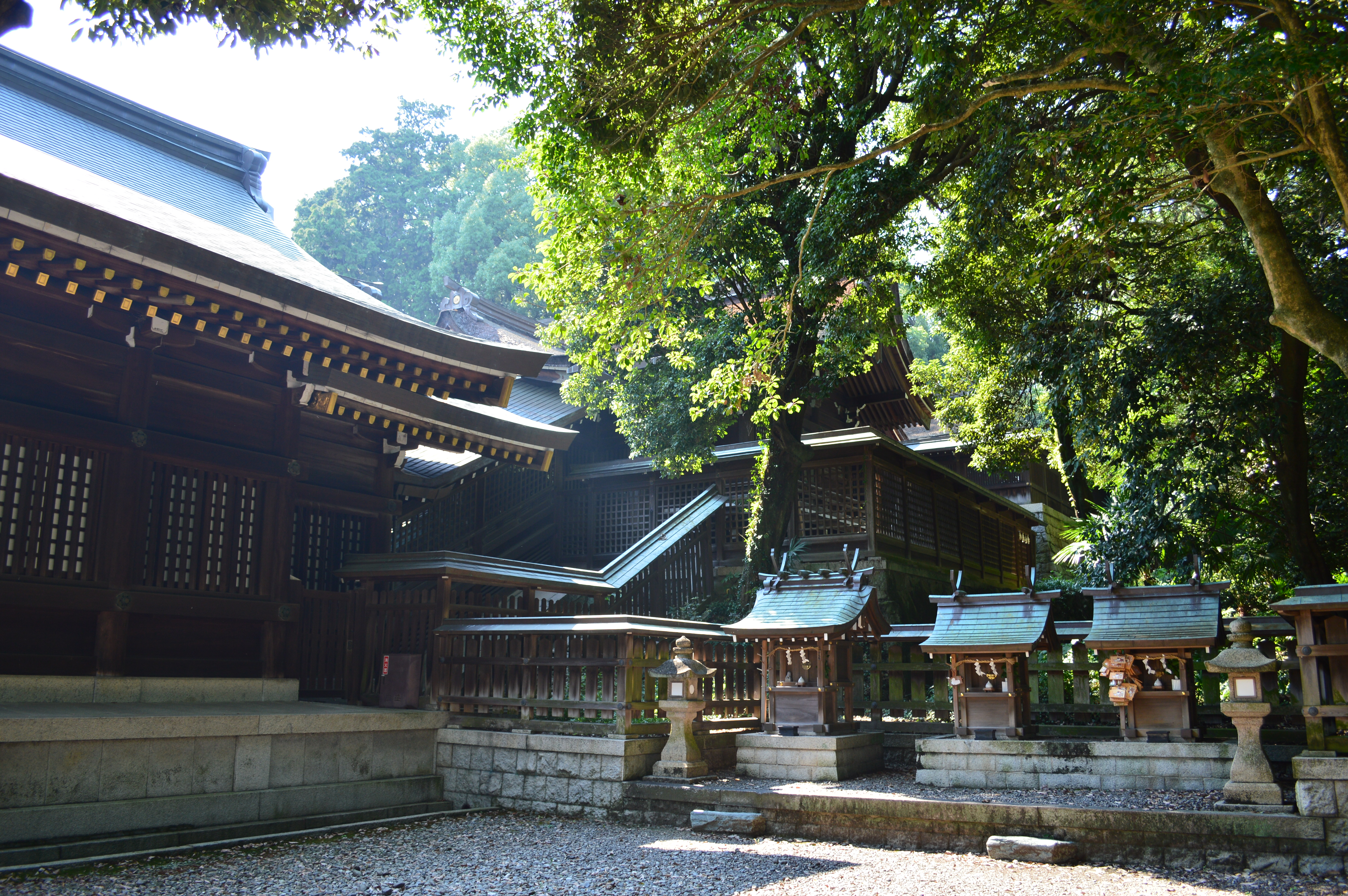
奥に本殿、手前には境内社

境内の広さは34,979平方メートル（約3.5ヘクタール）。現在の社殿1939年は（昭和14年）の造営。現在は竈山墓の南側の丘上に鎮座するが、かつては東南約100メートルの地にあったという。
- 本殿 - 寛文9年（1669年）に徳川頼宣によって再建。春日造檜皮葺[4]。
- 左脇殿 - 寛文9年（1669年）に徳川頼宣によって再建[4]。
- 右脇殿 - 寛文9年（1669年）に徳川頼宣によって再建。
- 幣殿 - 寛文9年（1669年）に徳川頼宣によって再建。
- 拝殿 - 寛文9年（1669年）に徳川頼宣によって再建。
- 西門

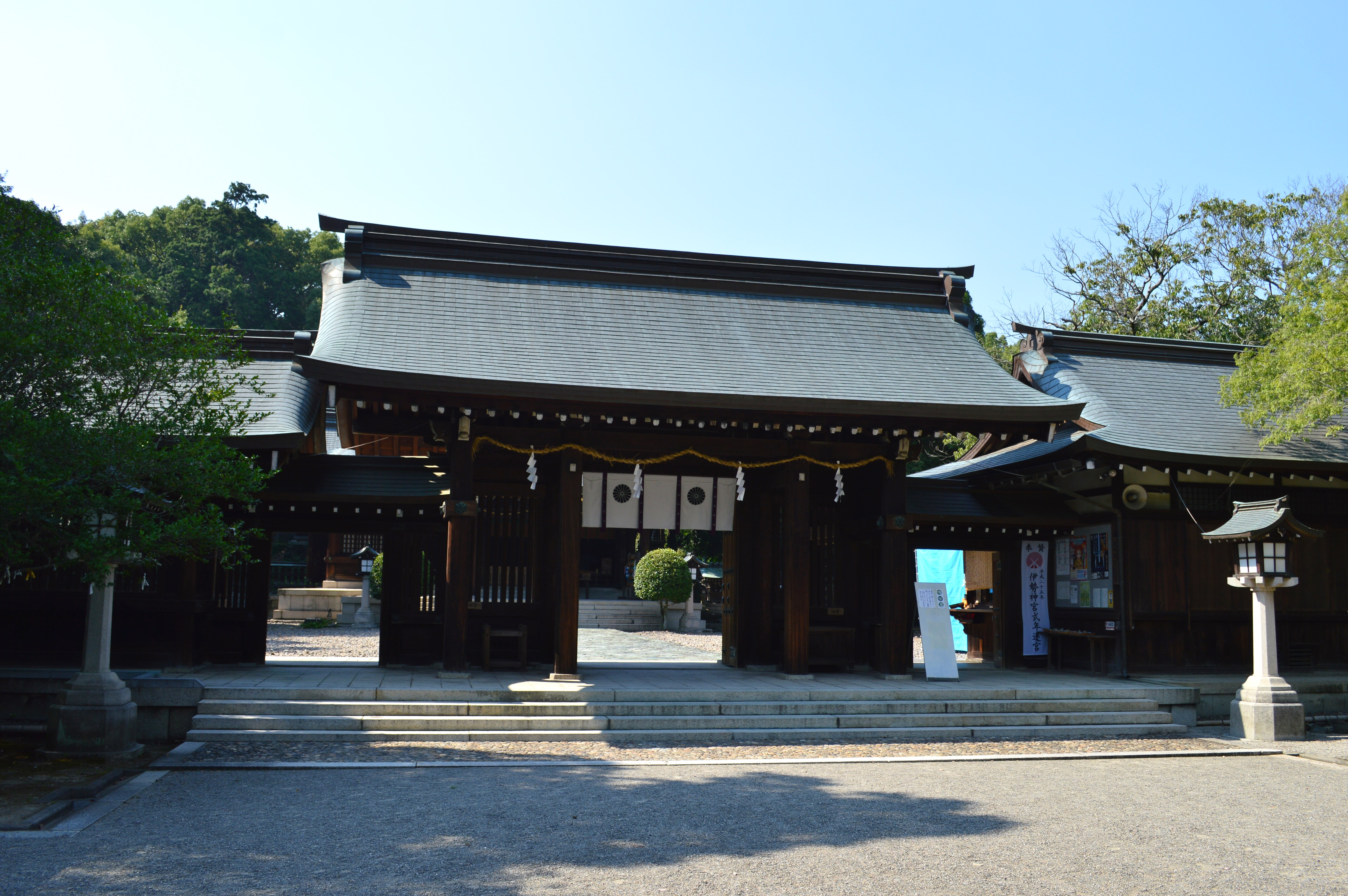
神門
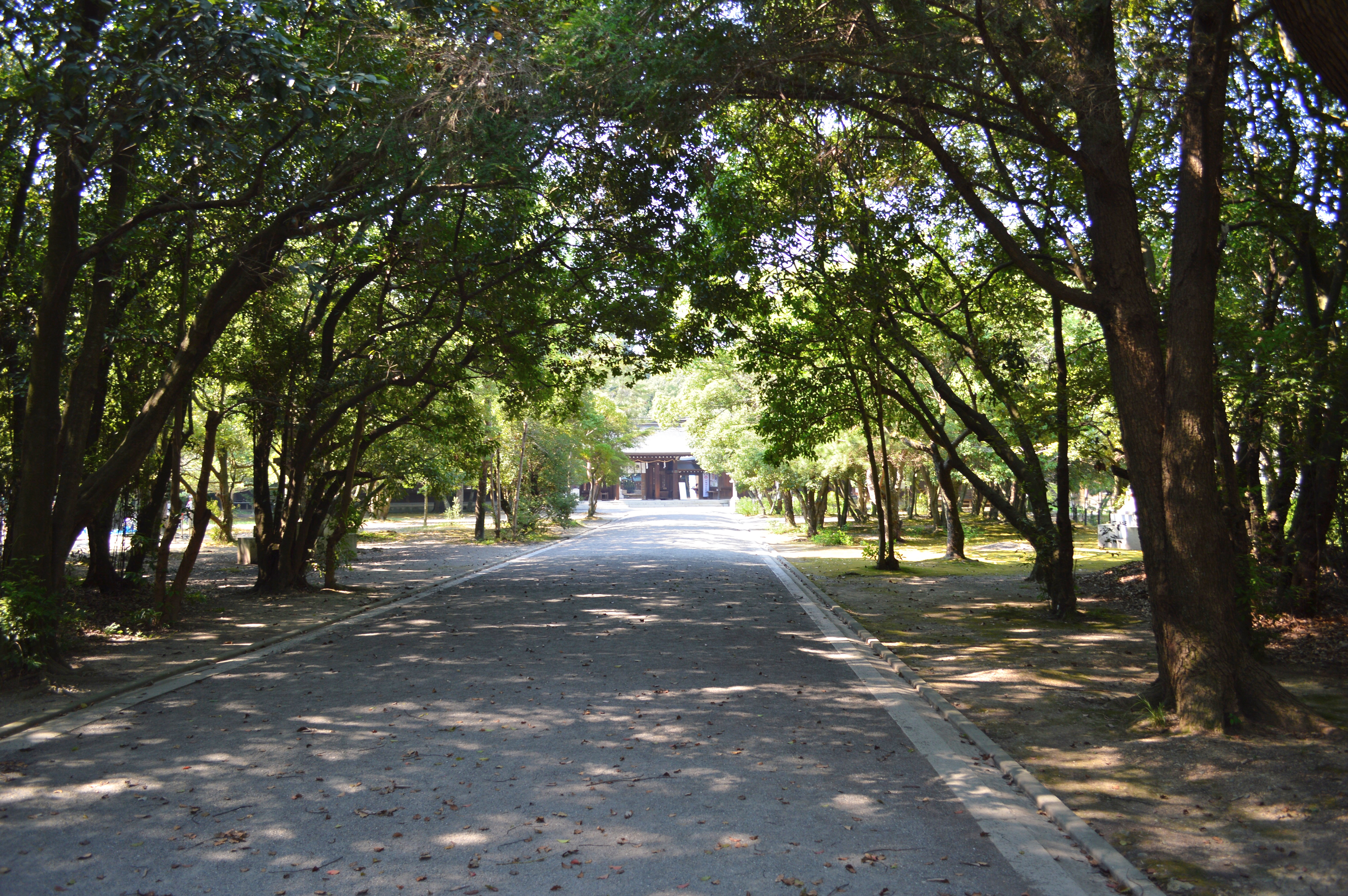
社務所
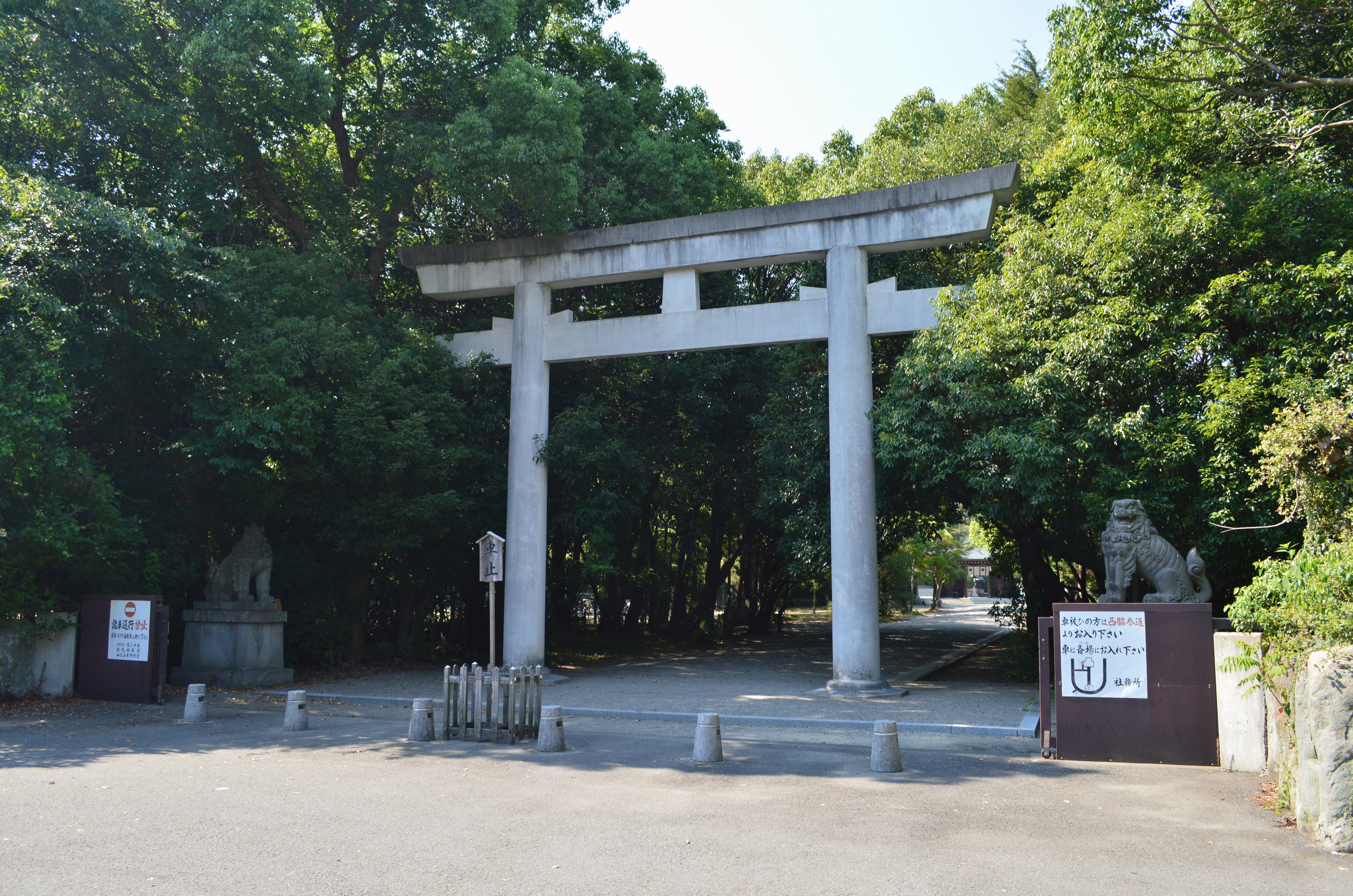
池

- 神門
- 参道
- 境内鳥居

## 摂末社
- 境内社
  - 合祀神社
  - 結神社
  - 子安神社
  - 青葉神社
- 境外社

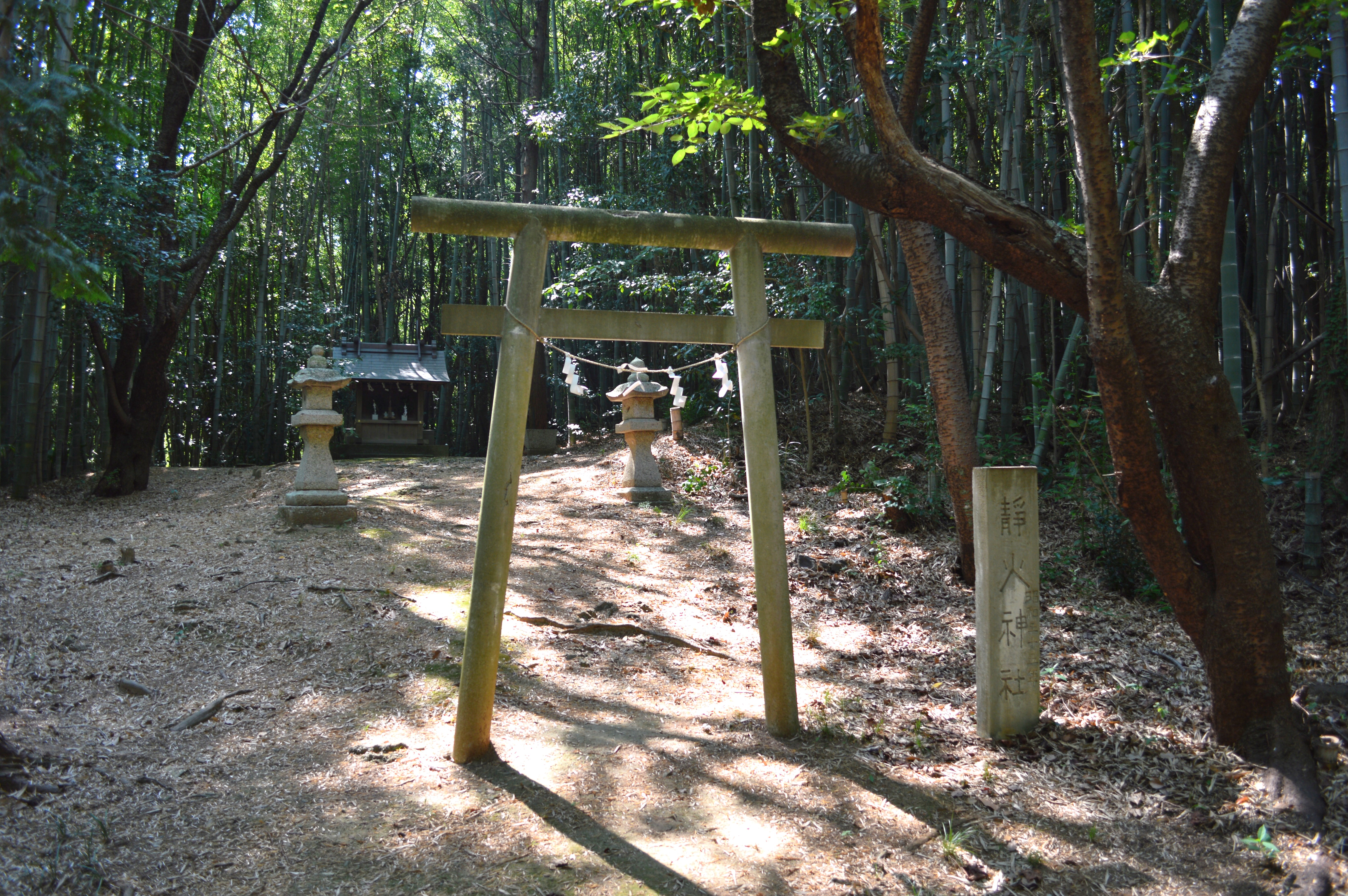
静火神社（境外社）

  - 静火神社 - 式内名神大社「静火神社」の後継社。

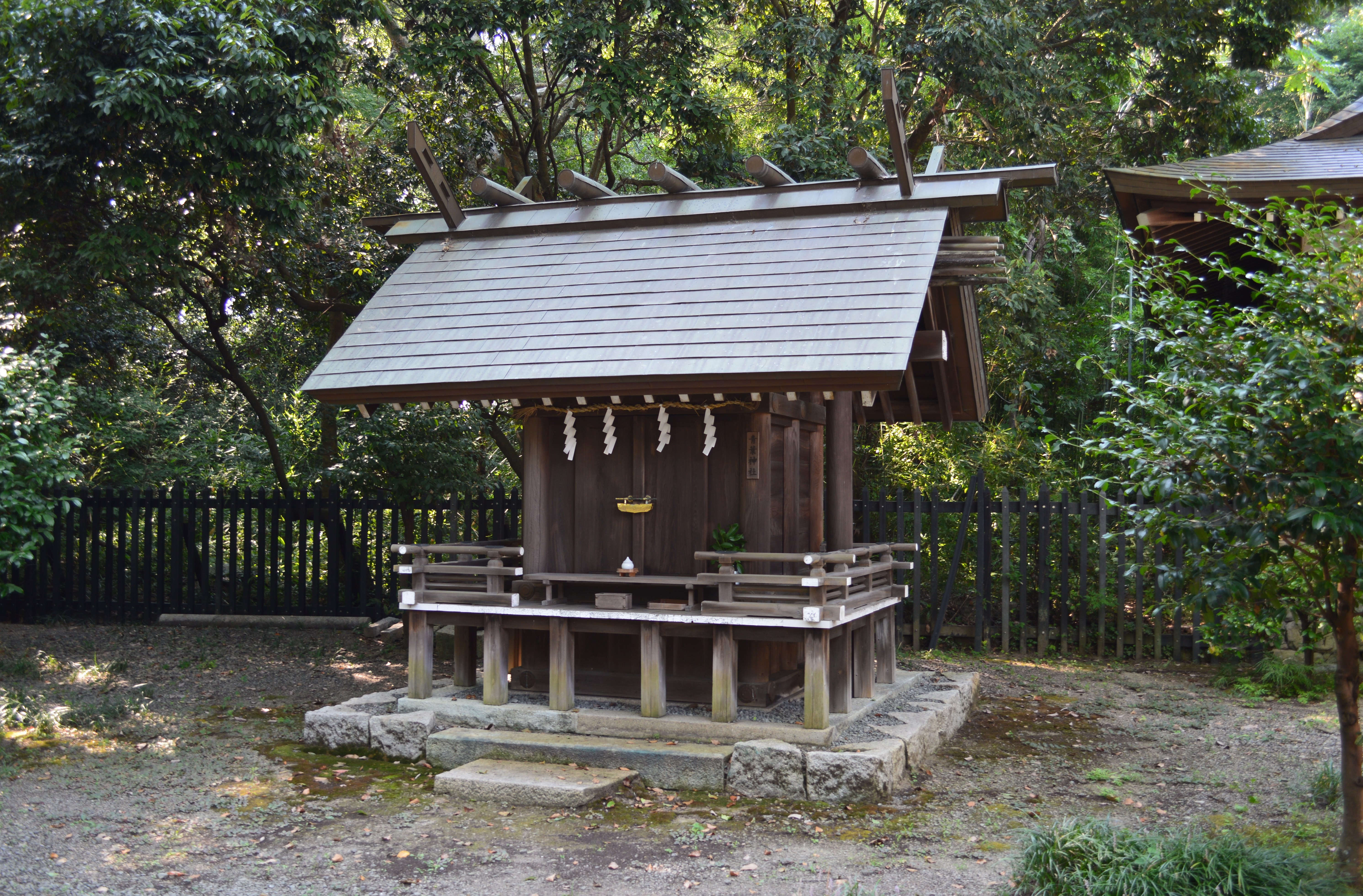
青葉神社

## 登場作品
- 本居宣長、寛政6年（1794年）の参詣時の歌[5]

| 「        | をたけびの かみよのみこゑ おもほへて あらしはげしき かまやまのまつ | 」 |
| —本居宣長 |                                                                    |    |

## 竈山墓

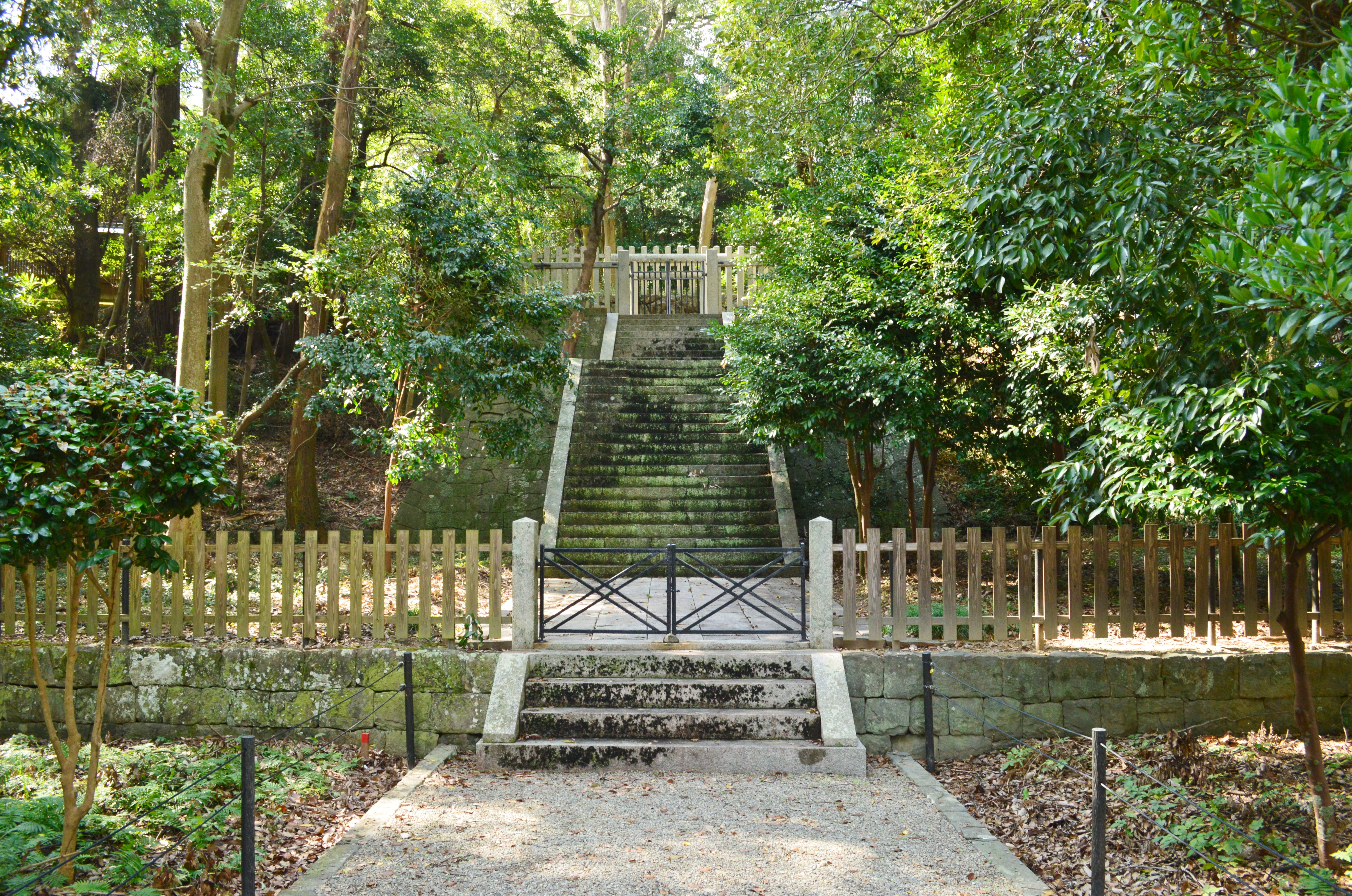
彦五瀬命 竈山墓

竈山墓（かまやまのはか）は、竈山神社の本殿後背にある古墳（北緯34度12分4.97秒 東経135度12分14.93秒 / 北緯34.2013806度 東経135.2041472度）。実際の被葬者は明らかでないが、宮内庁により彦五瀬命の墓に治定されている。宮内庁上の形式は円墳。高さ約9メートルの独立丘上に位置し、墳丘は直径約6メートル、高さ約1メートルで、裾に護石を配する。
『古事記』『日本書紀』では、彦五瀬命は「紀国之竈山」または「紀伊国竈山」に葬られたと記載されている。『延喜式』諸陵寮では「竈山墓」と記載され、紀伊国名草郡にあり、兆域（墓域）は東西1町・南北2町で守戸3烟を付して遠墓としている。『延喜式』において紀伊国唯一の陵墓である。その後康和2年（1100年）の解状では、紀伊国等の陵墓は格式に規定されているにもかかわらず、国司によって兆域侵犯や陵戸収公が行われていると記している。
上記の記録があるものの、その後竈山墓の所在地は不明となった。『紀伊続風土記』では寛文9年（1669年）に区域を定めて殺生を禁じたというが、これは神社の区域を定めたものであり、竈山墓の所在自体はなお不明であった。寛政6年（1794年）に本居宣長とともに竈山神社を参拝した本居大平は、所在不明の旨を「なぐさの浜づと」に記している。明治9年（1876年）に現在の古墳が「竈山墓」に治定され、明治14年（1881年）に修営された。

## 前後の札所
神仏霊場巡拝の道
7 藤白神社　-　8 竈山神社　-　9 根来寺

## 現地情報
所在地
- 和歌山県和歌山市和田438

交通アクセス
- 鉄道：和歌山電鐵（わかやま電鉄）貴志川線 竈山駅 （徒歩約10分）

## 関連文献
- 『古事類苑』 神宮司庁編、竈山神社項。
  - 『古事類苑 第9冊』（国立国会図書館デジタルコレクション）648-649コマ参照。
- 安津素彦・梅田義彦編集兼監修者『神道辞典』神社新報社、1968年、21頁
- 白井永二・土岐昌訓編集『神社辞典』東京堂出版、1979年、102頁